# Университет Хитоцубаси
Университет Хитоцубаси (яп. 一橋大学, ひとつばしだいがく хитоцубаси дайгаку) — высшее учебное заведение в Японии, государственный университет. Штаб-квартира находится в городе Кунитати, Токио. Основан в 1920 году.

## История университета
Университет Хитоцубаси возник на базе Торгового коллегиума, основанного в 1875 году по частной инициативе Мори Аринори. В 1884 году коллегиум переподчинили Министерству сельского хозяйства и торговли и переименовали в Токийскую торговую школу. В 1885 году учебное заведение передали Министерству культуры, объединили с Токийской школой иностранных языков и перенесли в Хитоцубаси, район Канда, Токио.
Местность Хитоцубаси дала название будущему университету, который образовался на базе двух школ в 1920 году. Сначала он назывался Токийский торговый университет и имел только один факультет торговли. Со временем при университете возникли подготовительные курсы, центр подготовки экономистов и аспирантура. Он стал первым высшим учебным заведением страны, который специализировался на общественных науках и экономике.
В 1927—1930 годах университет перенесли из столицы в соседний город Кунитати. В 1949 году, после образовательной реформы, заведение переименовали в Университет Хитоцубаси и открыли в нём 3 факультета: торговый, экономический и юридическо-социологический. Последний в 1951 году разделился на юридический и социологический факультеты. На 2010 год в университете действовало 4 факультета.
Университет готовит магистров и аспирантов по специальностям: юриспруденция, экономика, торговля, лингвистическая социология, международная предпринимательская стратегия. При университете действуют Институт экономики, Центр инноваций, Центр социологической классики и другие.
Выпускниками университета являются большинство японских политиков и бизнесменов послевоенной Японии.